# Saint-Avit-de-Tardes
 Saint-Avit-de-Tardes  es una comuna (municipio) de Francia, en la región de Lemosín, departamento de Creuse, en el distrito y cantón de Aubusson.
Su población en el censo de 1999 era de 171 habitantes.
Está integrada en la Communauté de communes d’Aubusson-Felletin.

## Demografía
| 238 | 284 | 248 | 212 | 206 | 171 |
| Para los censos de 1962 a 1999 la población legal corresponde a la población sin duplicidades (Fuente: INSEE [Consultar]) |     |     |     |     |     |